# Kolaborace
Kolaborace je spolupráce, s negativní konotací se tak označuje zpravidla spolupráce s nepřítelem proti vlastní zemi.
V českých podmínkách se tak rozumí zejména spolupráce s nacistickým okupačním režimem za Protektorátu.
Nemusí jít vždy jen o spolupráci osob (kolaborantů), může jít i o kolaboraci části politické elity, takovým příkladem je Vichistická Francie (státní kolaborace), kolaboraci politickou (například s fašismem souhlasící či jemu blízké strany či organizace jako byly Parti populaire français nebo pravicová strana Rassemblement national populaire) nebo vojenskou – Légion des volontaires français contre le bolchévisme.

## Etymologie
Termín kolaborant pochází z francouzského collaborateur (spolupracovník), samotný francouzský výraz je odvozen z latinského collaboratus.

## Druhá světová válka
Příkladem může být Francie okupovaná Německem. Osoby spolupracující s okupanty byly nazývány kolaboranty a byly francouzskými partyzány – maquisty – stříleny. Obdobná situace byla i v Československu v době nacistické okupace.

## Poválečná doba
V poválečném období dochází k rozostření a politizaci pojmu; jako kolaborant tak může být označován i blízký spolupracovník vládnoucího režimu (zejména, je-li tento považován za nelegitimní), či představitel některé vládní frakce, která je bezvýhradným prostředníkem cizí mocnosti a jejích záměrů.